# Лейхтер, Кете
Марианна Катарина «Кете» Лейхтер (урождённая Марианна Катарина Пик;(нем. Käthe Leichter; 20 августа 1895, Вена, Австро-Венгрия — февраль 1942, Равенсбрюк) — австрийский политик, экономист, социолог, борец за права женщин, журналист. Член Социал-демократической партии Австрии и Венской трудовой палаты.

## Биография
Родилась в еврейской семье. Изучала политологию в Венском университете . Поскольку в то время австрийским женщинам не разрешалось получать высшее образование, в 1917 году перевелась в немецкий Гейдельбергский университет; в июле 1918 года закончила учёбу, затем вернулась в Вену, чтобы пройти ещё два семестра в университете.
В студенческие годы стала участником радикальной левой организации Wiener Jugendbewegung (Венского молодёжного движения), позже была членом Ассоциации партийных работников Карла Маркса (Parteischüler -Bildungsverein Karl Marx), марксистской группы членов Социал-демократической партии Австрии (SDAPÖ), выступавших против войны.
В 1918 году была основана Австрийская Республика, и как одна из первых австрийских женщин-выпускниц политических наук, получивших специализацию по экономике. Присоединилась к Женскому отделению Венской рабочей палаты в 1925 году и руководила им до 1934 года. Публиковала статьи и отчёты, основанные на собранных ею статистических данных о работе женщин в Австрии, читала лекции, школьные курсы, вела радиопередачи, защищая права женщин, выступала за равную оплату труда, наём большего числа женщин в социальную администрацию и возможности трудоустройства для женщин с высшим образованием.
В 1921 году вышла замуж за Отто Лейхтера, коллегу-социалиста и журналиста.
В феврале 1934 года когда SDAPÖ была запрещена в Австрии, Лейхтер вступила в подпольную социалистическую организацию «Революционные социалисты»(нем. Revolutionäre Sozialisten). Эмигрировала в Цюрих, провела в изгнании шесть месяцев, после избрания руководителем организации революционных социалистов вернулась в Вену. После Аншлюса попыталась бежать из Австрии, но была арестована гестапо в Вене 30 мая 1938 года и впоследствии заключена в тюрьму. В 1940 году была отправлена в концентрационный лагерь Равенсбрюк, а в начале 1942 года была убита в газовой камере.